# استقطاب (فيزياء)
الاستقطاب من أهم خصائص الموجات الكهرومغناطيسية أنها موجة مستعرضة بالنسبة لاتجاه انتشارها، حيث يتموج مجال كهربائي عموديا على مجال مغناطيسي، وكلاهما يتموج عموديا على اتجاه انتشار الموجة الكهرومغناطيسية. الضوء هو أحد أنواع الموجات الكهرومغناطيسية. ويمكن لمواد خاصة بلورية استقطاب الموجة الكهرومغناطيسية، فهي تسمح مثلا بنفاذ مركبة المجال الكهربائي وتمنع مركبة المجال المغناطيسي.
تحليل الاستقطاب
إذا كان محور الاستقطاب لمرشح الاستقطاب الثاني موازيا لمحور الاستقطاب لمرشح الاستقطاب الأول فسينفذ الضوء من خلاله.
اما إذا كان محور الاستقطاب لمرشحي الاستقطاب متعامدين فلن ينفذ الضوء من خلاله.

## معنى الاستقطاب
ولتوضيح معنى الاستقطاب نأخذ موجة عرضية تنتشر في حبل مُهتز، وهذه الموجة عرضية لأنها تنتشر على طول الحبل الذي يهتز في اتجاه عمودي على اتجاه انتشار الموجة.

المستقطب في هيئة شبكة مسطرة تسمح بنفاذ الموجة المهتزة راسيا ولا تسمح بنفاذ أشعة تهتز في اتجاه أخر.

في هذه التجربة يصدر شعاع ضوء (يسار) مكون من مجالين مختلفين مرتبطين: أحدهما مجال كهربائي والآخر مجال مغناطيسي وهما متعامدان على بعضهما البعض، وفي الوقت نفسه متعامدان على اتجاه انتشار الموجة. تمر تلك الموجة الضوئية خلال مادة (شبكة في الوسط) تسمح بمرور المركبة الرأسية للشعاع ولا تسمح بمرور المركبة الأفقية.
يسقط على الحائل ضوء مستقطب (يمين)، يتموج رأسيًا وفقد موجته المغناطيسية المقترنة به.
في هذه الحالة تسمى «موجة مستقطبة خطياً»، ويسمى الاتجاه الذي يحدث فيه اهتزاز الموجة المستقطبة «اتجاه الاستقطاب».
شعاع الضوء هذا أصبح مستقطبًا خطيًا، ويؤخذ اتجاه المجال الكهربائي على أنه اتجاه الاستقطاب أو محور الاستقطاب. وعادة لا يذكر المجال المغناطيسي للسهولة ولأنه دائما عمودي على المجال الكهربائي. أما الموجات الكهرومغناطيسية التي تنبعث من مصدر ضوئي عادي كفتيل المصباح الكهربائي مثلاً فإنها تكون غير مستقطبة لأن الأشعة الصادرة من المصباح تتذبذب المجال الكهربائي للضوء فيه في جميع الاتجاهات مع كونه متعامداً مع اتجاه انتشار الضوء كما أنه معامد أيضا مع مجاله المغناطيسي. ففي حالة الضوء غير المستقطب يمكن تحليل المجال الكهربائي إلى مركبتين في اتجاهين متعامدين: المركبة العمودية للمجال الكهربائي والمركبة الافقية للمجال الكهربائي، وكلتيهما متعامدتان مع اتجاه انتشار الموجة.

## طرق استقطاب شعاع
لاستقطاب شعاع كهرومغناطيسي (الضوء مثلاً) توجد عدة طرق::179–184

### الاستقطاب بالانعكاس
أبسط الطرق المتبعة لتوليد ضوء مستقطب استقطاباً خطيًا هي طريقة الانعكاس على سطح زجاجي (الانعكاس عن السطح الفاصل بين وسطين عازلين كالهواء والزجاج مثلاً)، حيث يختلفان في معامل انكسارهما. ويمكن إيضاح هذا الاستقطاب بإسقاط ضوء طبيعي وحيد اللون على السطح المستوي للوح زجاجي، فتنعكس إحدى موجتي المجال الكهربائي أو المغناطيسي على السطح، وتمر الأخرى داخل اللوح الزجاجي. ويصبح لدينا شعاعين مستقطبين أحدهما معكوس على السطح الزجاجي والآخر نافذ في الزجاج.

### الاستقطاب بالانكسار المضاعف
تقسم الأوساط الفيزيائية إلى قسمين:
- مادة موحدة الخواص: كالغازات والسوائل، حيث يكون توزيع الجزيئات فيها متساويًا.
- مادة متباينة الخواص anisotropic: كبلورة الكالسيت، أو زجاج سائل برد سريعًا فحدث فيه توزيعات للجزيئات غير متساوية، كما تكون قوى الشد والترابط فيه غير متساوية.

وتتصف الأوساط متباينة الخواص بإمكانية حدوث انكسار مضاعف (مزدوج) فيها. فإذا وضعت قطعة مستوية من الكالسيت على رقعة من الورق الأبيض رُسمت عليها نقطة، فترى لهذه النقطة صورتان نطرًا لانعكاس الضوء داخل البلورة مرة أو أكثر. وحين تـُدار البلورة في مستواها، تظل إحدى الصورتين ثابتة في حين تدور الصورة الأخرى حولها.
وتوصف البلورة بأنها أحادية المحور إذا كان لها «محور ضوئي» واحد، وتوصف بأنها ثنائية المحاور إذا كانت ذات محورين ضوئيين.
أنواع الاستقطاب المضاعف: الانكسار المضاعف (الطارئ-الميكانيكي-الكهربائي-المغناطيسي)

### استقطاب الضوء بالتبعثر
عندما تسقط حزمة من ضوء طبيعي على جزيئات أو جسيمات أبعادها من مرتبة طول موجة الضوء λ يتبعثر (يتشتت) الضوء في كل النواحي.
ويلاحظ أن الضوء المبعثر في إتجاه ما يكون مستقطباً إستقطاباً جزئياً بوجه عام،
ولكنه يكون مستقطباً استقطاباً تاماً إذا كان مبعثراً في منحىً عمودي على منحى انتشار الحزمة الأصلية.
ويمكن تفسير إستقطاب الضوء المبعثر بفعل الجسيمات الدقيقة بالقول:
إن هذه الجسيمات تحتوي على إلكترونات تهتز اهتزازاً قسرياً بتأثير الضوء الساقط عليها فيكون منحى اهتزازها كمنحى الاهتزازة الضوئية الواردة، وتصبح هذه الجسيمات منابع ضوئية ينتشر منها الضوء في كل الإتجاهات.

## أنماط الضوء المستقطب
- الضوء المستقطب استقطاباً مستقيماً
- الضوء المستقطب استقطاباً دائرياً
- الضوء المستقطب استقطابًا إهليليجياً

## المُستقطِب Polarizer - البـولارويد Polaroid
يمكن الحصول على ضوء مستقطب من الضوء غير المستقطب بالاستعانة بعدسات مخصوصة تسمى مرشح استقطابي polarizer. ومن المواد المستخدمة تجاريًا تلك التي تندرج تحت اسم بولارويد، مثل هذه المواد تسمح لمركبة المجال الكهربائي للضوء التي تتذبذب في اتجاه معين بالمرور خلالها في حين أنها تمتص مركبة المجال المغناطيسي المتعامد مع هذا الاتجاه.
و يسمى الاتجاه الذي تسمح فيه العدسة بمرور المجال (أو الضوء) محور النفاذية Transmission axis أو محور الاستقطاب للمادة. ومهما كان اتجاه محور النفاذية فإنه عند سقوط الضوء غير المستقطب (الضوء العادي) على هذه المادة، فإن شدة الضوء المار من خلالها تقل من شدة الضوء الساقط، والسبب في ذلك أن الضوء العادي غير المستقطب يحتوي على مجال كهربائي يتذبذب في جميع الاتجاهات العرضية عموديًا على اتجاه انتشار موجة الضوء كما يحدث امتصاص جزئي له في المادة.
ويمكن تحليل المجال الكهربائي إلى مركبتين إحداهما في اتجاه محور النفاذية والأخرى في الاتجاه العمودي فتكون المركبتان متساويتان في الشدة. ولما كانت المركبة الموازية لمحور النفاذية هي التي تمر فإن الضوء النافذ سيكون مستقطبًا استوائيًا.

## استقطاب النيوترونات
النيوترونات هي جسيمات أولية تدخل في تركيب نواة الذرة، لتلك الجسيمات خاصية تسمى الدوران المغزلي Spin، وهي خاصية مغناطيسية ناشئة عن دوران النيوترون حول محوره فيما يعرف بعزم مغزلي. العزم المغزلي للنيوترونات متساوٍ لها جميعاً ويقدر بنحو 1/2 {\displaystyle \hbar } ، حيث {\displaystyle \hbar } ثابت بلانك المخفض. وطبقاً لميكانيكا الكم يمكن للنيوترون اتخاذ قيمتين للعزم المغزلي: إما + 1/2 أو -1/2 (بمعنى أنه يمكنه الدوران حول محوره في اتجاه عقارب الساعة، أو في اتجاه عكس عقارب الساعة).
وينتج المفاعل النووي النيوترونات بأعداد متساوية، منها ما يدور في اتجاه عقارب الساعة (وليكن ذو سبين +1/2) ومنها ما يدور عكس اتجاه عقارب الساعة (عزم مغزلي -1/2). وتوجد مفاعلات نووية تنتج النيوترونات بكثرة، ويمكن استخراج منها شعاع نيوترونات مكونة من نيوترونات لها نوعي الدوران، مثل هذا الشعاع يمكن استخدامه في البحث العلمي ودراسة خواص المادة، ولكنه لا يكون مستقطبًا.
إذا أردنا دراسة الخواص المغناطيسية للمادة يستخدم العلماء أحيانًا شعاعًا أو فيضًا من النيوترونات المستقطبة، نظراً إلى أن العزم المغزلي للنيوترون هي ظاهرة مغناطيسية أيضاً، فهو يتفاعل مع مجال مغناطيسي خارجي، عن طريق تمرير فيض النيوترونات خلال قطبي مغناطيس كبير يمكن فصل الشعاع إلى شعاعين أحدهما تتواجد فيه النيوترونات ذات عزم مغناطيسي + 1/2 {\displaystyle \hbar } والآخر يحتوي على نيوترونات ذات عزم مغناطيسي - 1/2 {\displaystyle \hbar }.
كلا الشعاعان الناتجان يكون مستقطباً، و«درجة استقطابه» 100% (حيث أنه لا يحتوي على نيوترونات من النيوترونات الثانية).

## استقطاب الإلكترونات
ما قلناه عن استقطاب النيوترونات ينطبق أيضا على الإلكترونات، ذلك لأن الإلكترونات تمتلك أيضا عزمًا مغزليًا.

## اقرأ أيضا
- مرشح استقطابي
- مرشح أشعة تحت الحمراء
- مرشح أشعة فوق البنفسجية
- مزج ضوئي
- كهروضوئيات
- تباين (بصريات)
- قطعة تأخير موجية
- قانون مالوس
- قياس الاستقطاب
- مجهر بتروغرافي